# 士兵營 (亞利桑那州)
士兵營（英語：Soldier Camp）是位於美國亞利桑那州皮馬縣的一個非建制地區。該地的面積和人口皆未知。

## 地理
士兵營的座標為32°25′37″N 110°44′38″W / 32.42694°N 110.74389°W，而該地的平均海拔高度為2350米（即7720英尺）。